# Espelho de Claude

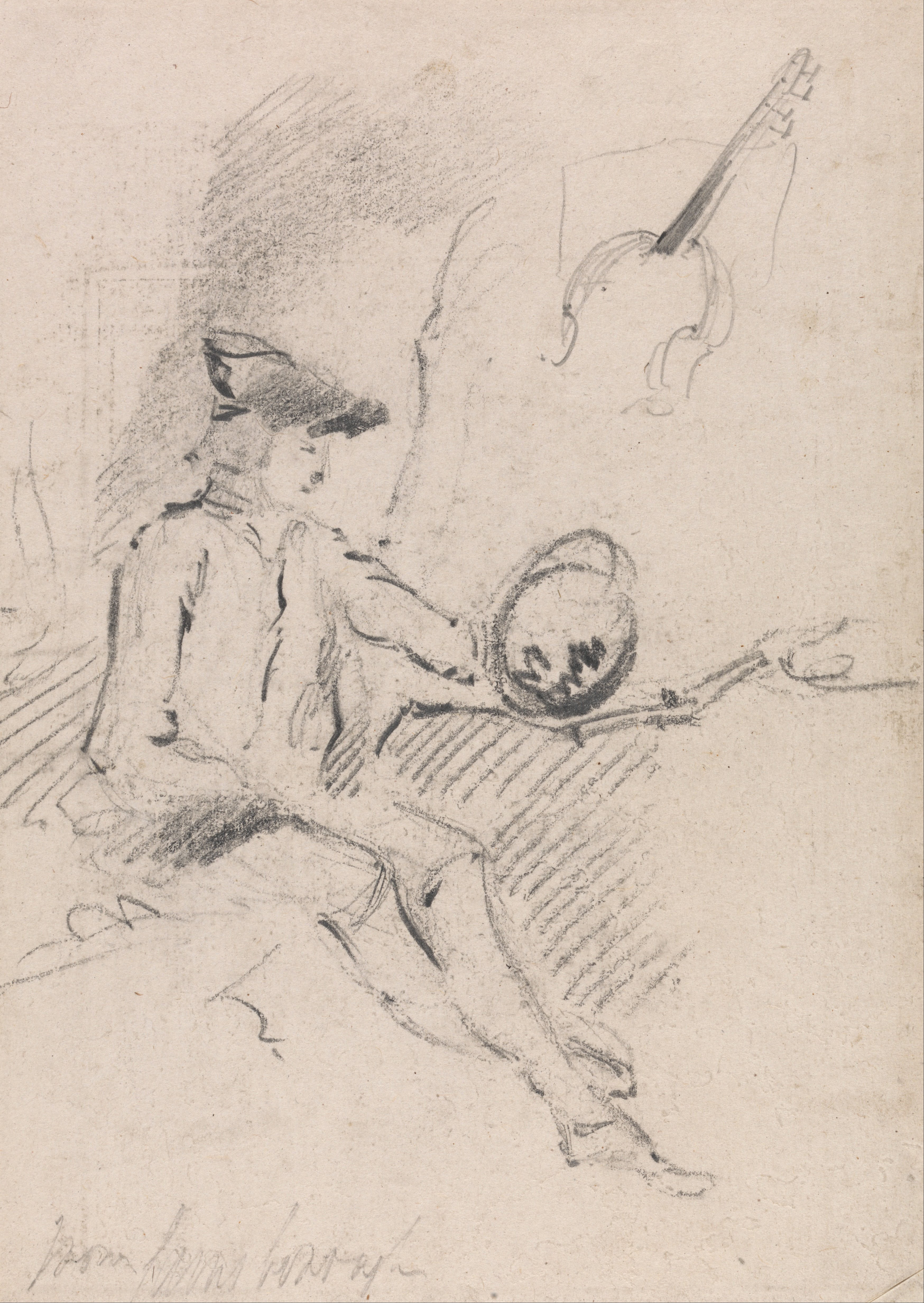
"Homem Segurando um espelho de Claude", por Thomas Gainsborough

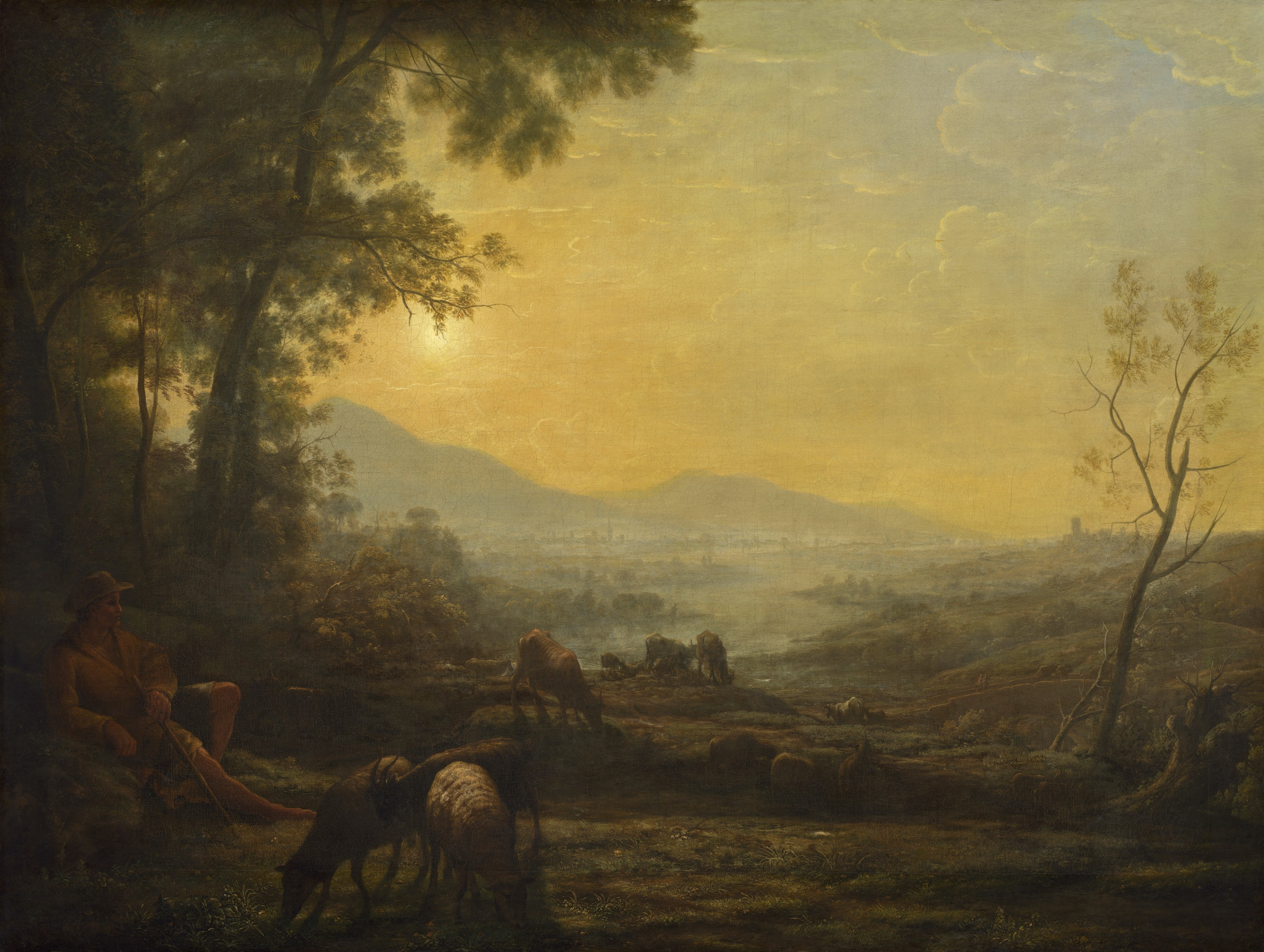
Pintura de Claude Lorrain (1655-60), que mostra a gradação de tom que os artistas pretendiam emular com a ajuda de um espelho de Claude

Um Espelho de Claude ou espelho negro (em inglês: Claude glass) é um pequeno espelho, de forma ligeiramente convexa, com a superfície corada de cor escura. Vinculado como um livro de bolso ou em uma mala de transporte, os espelhos de Claude eram usados por artistas, viajantes e conhecedores de paisagens e paisagens. Os espelhos de Claude têm o efeito de abstrair o assunto refletido neles do meio ambiente, reduzindo e simplificando a cor e escala tonal de cenas e cenários para dar-lhes uma qualidade pitoresca.
Eles foram muito usado pelo pitoresco artistas na Inglaterra no final do século XVIII e início do século XIX, como um quadro para desenhar esboços das paisagens pitorescas. O usuário iria virar as costas para a cena, para que se observe o quadro com a vista através dos vidros coloridos espelho—em uma espécie de pré-fotográfico da lente, que acrescentou o pitoresco estética de uma sutil gradação de tons.
O diário do poeta Thomas Gray de sua turnê no distrito dos lagos, publicado em 1775, popularizou o uso do espelho de Claude - às vezes é chamado de "espelho cinza" nessa época. Em uma viagem de turismo, Gray estava tão atento ao seu copo que ele caiu para trás em "uma pista suja" e quebrou os nódulos; Mais tarde, ele observou como ele manteve o copo aberto na mão, permitindo que ele visse "o pôr do sol em toda a sua glória".
Em seu influente A Guide to the Lakes (1778), Thomas West explicou: "A pessoa que usa isso sempre deve virar as costas para o objeto que ele vê. Ele deve ser suspenso pela parte superior do caixa ... segurando-o um pouco para a direita ou para a esquerda (como a posição das peças a serem vistas exigem) e a face exibido pelo sol ". Ele recomendou transportar dois espelhos diferentes: "um para gerenciar reflexos de objetos grandes e próximos e um espelho mais plano para objetos distantes e pequenos."

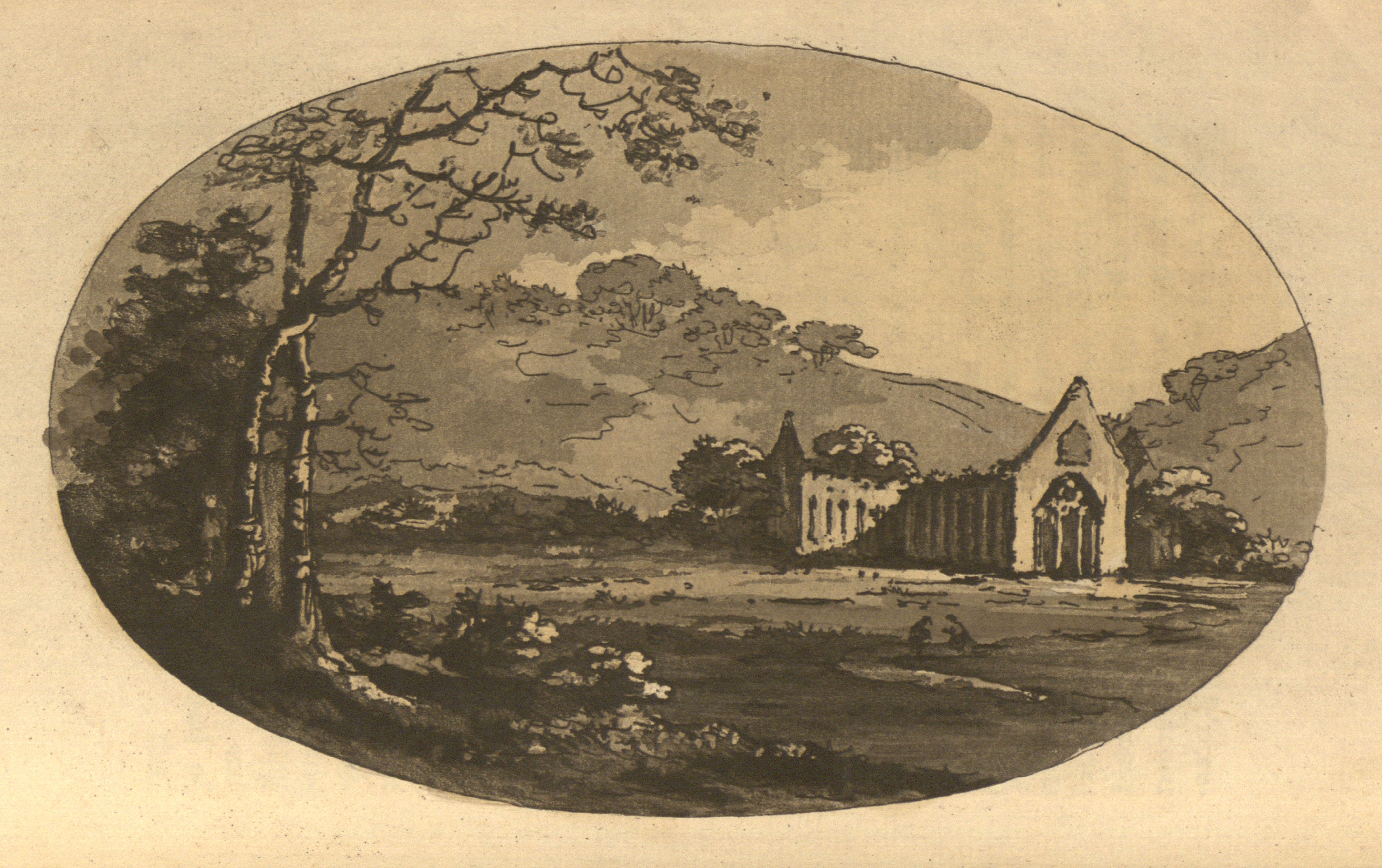
Água-tinta da Abadia de Tintern por William Gilpin, que costumava usar um espelho para seus esboços e pinturas

O espelho de Claude tem seu nome baseado em Claude Lorrain, um pintor de paisagens do século XVII, cujo nome no final do século XVIII tornou-se sinônimo da estética pitoresca, embora não haja nenhuma indicação de que ele usou ou sabia disso ou algo parecido. O espelho de Claude deveria ajudar os artistas a produzir obras de arte semelhantes às de Lorrain. William Gilpin, inventor do ideal pitoresco, defendeu o uso de um espelho de Claude dizendo: "eles dão ao objeto da natureza um tom suave e suave como a coloração desse Mestre". Gilpin montou um espelho em sua carruagem, de onde ele conseguiu "uma sucessão de quadros coloridos ... continuamente deslizando diante do olho".
Os espelhos de Claude foram amplamente utilizados por turistas e artistas amadores, que rapidamente se tornaram alvos de sátira. Hugh Sykes Davies (1909 - 1984) observou que eles se afastaram do objeto que desejavam pintar, comentando: "É muito típico de sua atitude com a Natureza que tal posição deveria ser desejável."
No século XX, o arquiteto Mary Colter incluiu os espelhos de Claude (apelidados de "reflectoscópios") em sua torre de vigia em Desert View para o uso de visitantes que desejassem ver o Grand Canyon.